# 巴拉赫納區

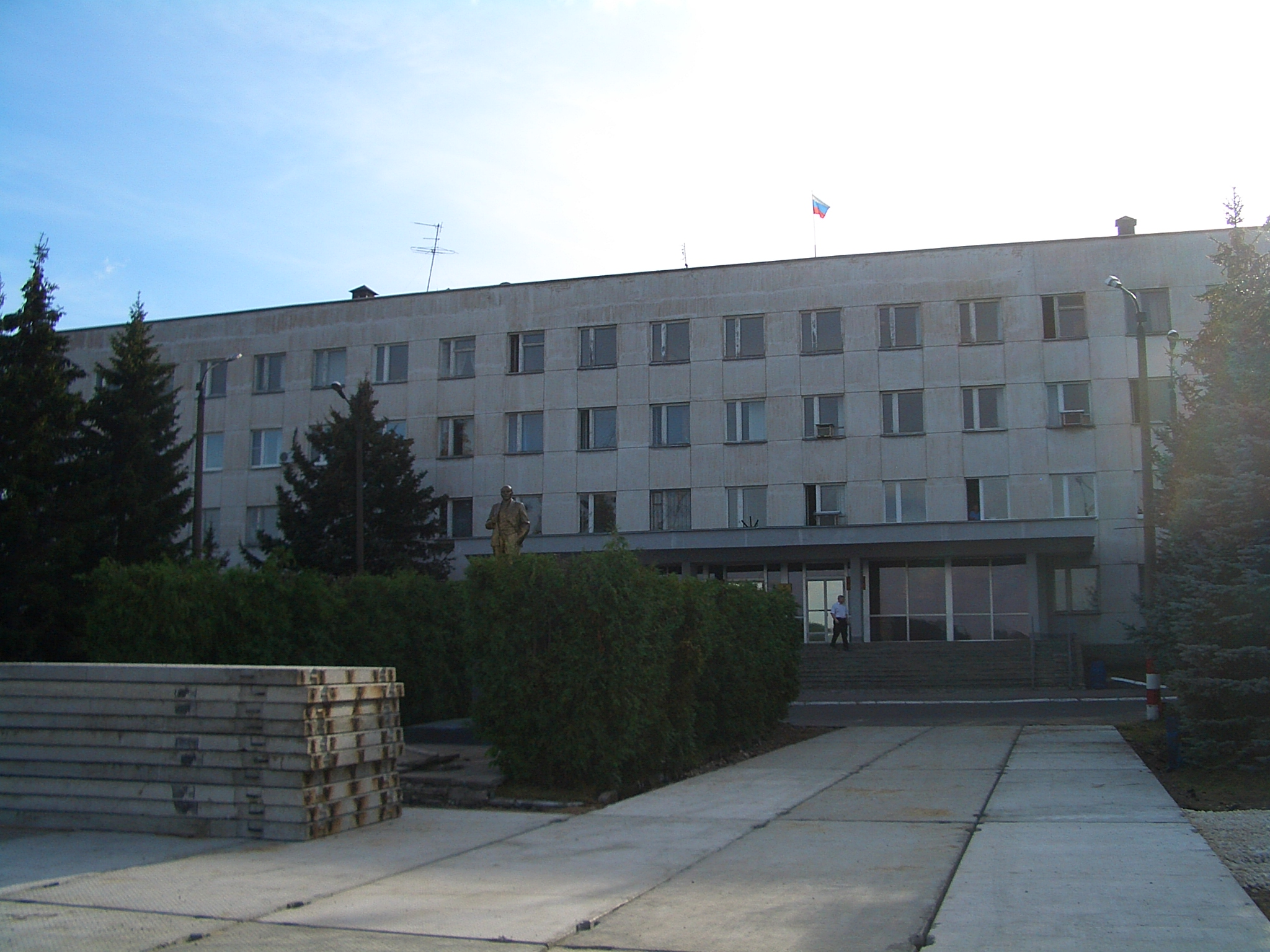

56°30′N 43°36′E / 56.500°N 43.600°E
巴拉赫納區（俄语：Балахнинский район），是俄羅斯的一個區，位於該國西部，由下諾夫哥羅德州負責管轄，始建於1929年，面積958.2平方公里，2010年人口77,598，人口密度每平方公里80.98人。